# Resolutie 1882 Veiligheidsraad Verenigde Naties
Resolutie 1882 van de Veiligheidsraad van de Verenigde Naties werd ingediend door 43 landen en unaniem door de VN-Veiligheidsraad aangenomen op 4 augustus 2009. De resolutie vroeg landen de straffeloosheid tegenover schenders van de kinderrechten tijdens gewapende conflicten te beëindigen.

## Inhoud

### Waarnemingen
De uitvoering van resolutie 1612 (2005) maakte vooruitgang en zorgde ervoor dat kinderen vrijgelaten en in hun gemeenschap geherintegreerd werden. Maar partijen bleven in gewapende conflicten straffeloos de kinderrechten schenden.
De nationale overheden speelden de grootste rol in het beschermen van kinderen. Alle acties van de Verenigde Naties dienden om hen daarin te ondersteunen. De landen moesten ook zorgen voor een einde aan de straffeloosheid van hen die misdaden pleegden tegen kinderen.
Alle partijen in gewapende conflicten werden opgeroepen het internationaal recht inzake de bescherming van kinderen strikt na te leven. Men was zeer bezorgd over het grote aantal kinderslachtoffers van moorden en verminkingen door hen met opzet tot doelwit te stellen, buitensporig geweld, landmijnen, clustermunitie, het gebruik van kinderen als menselijk schild en het gebruik van verkrachting en ander seksueel geweld als oorlogstactiek.

### Handelingen
De Veiligheidsraad veroordeelde de rekrutering van kindsoldaten, moord, verminking, verkrachting, ander seksueel geweld, ontvoering, aanvallen op scholen of ziekenhuizen en het ontzeggen van humanitaire hulp tegen kinderen tijdens gewapende conflicten.
De secretaris-generaal werd gevraagd aan de lijst in zijn rapport, dat met resolutie 1379 (2001) was gevraagd, ook de partijen toe te voegen die systematisch kinderen vermoorden, verminken of verkrachten.
Sommige partijen van gewapende conflicten hadden zoals gevraagd actieplannen opgesteld om de rekrutering van kindsoldaten te stoppen. De overigen werden opgeroepen dit alsnog te doen; en allen werden ook opgeroepen iets te doen tegen de andere kinderrechtenschendingen.
De lidstaten werden opgeroepen actie te ondernemen tegen degenen die de kinderrechten bleven schenden en hen voor de rechter te brengen. De secretaris-generaal werd gevraagd te blijven waarnemen en rapporteren. Ten slotte werd hem gevraagd tegen mei 2010 te rapporteren over de uitvoering van deze resolutie en de door de partijen ondernomen acties.

## Verwante resoluties
- Resolutie 1738 Veiligheidsraad Verenigde Naties (2006)
- Resolutie 1820 Veiligheidsraad Verenigde Naties (2008)
- Resolutie 1888 Veiligheidsraad Verenigde Naties
- Resolutie 1889 Veiligheidsraad Verenigde Naties

Lijst ·  1860 ·  1861 ·  1862 ·  1863 ·  1864 ·  1865 ·  1866 ·  1867 ·  1868 ·  1869 ·  1870 ·  1871 ·  1872 ·  1873 ·  1874 ·  1875 ·  1876 ·  1877 ·  1878 ·  1879 ·  1880 ·  1881 ·  1882 ·  1883 ·  1884 ·  1885 ·  1886 ·  1887 ·  1888 ·  1889 ·  1890 ·  1891 ·  1892 ·  1893 ·  1894 ·  1895 ·  1896 ·  1897 ·  1898 ·  1899 ·  1900 ·  1901 ·  1902 ·  1903 ·  1904 ·  1905 ·  1906 ·  1907